# Moran (Izrael)
Moran (hebrejsky מוֹרָן‎, v oficiálním přepisu do angličtiny Moran) je vesnice typu kibuc v Izraeli, v Severním distriktu, v Oblastní radě Misgav.

## Geografie
Leží v nadmořské výšce 317 metrů, v Dolní Galileji, cca 30 kilometrů východně od břehů Středozemního moře a cca 17 kilometrů na západ od Galilejského jezera. Je situována na pahorku, na jižní straně rozmezí údolí Bejt ha-Kerem a údolí Chananija. Jižně od vesnice protéká v hlubokém údolí vádí Nachal Calmon.
Obec se nachází cca 110 kilometrů severovýchodně od centra Tel Avivu a cca 40 kilometrů severovýchodně od centra Haify. Moran obývají Židé, přičemž osídlení v tomto regionu je etnicky smíšené. 3 kilometry na severozápad leží město Rama, které obývají izraelští Arabové a Drúzové. Podobné složení populace má i město Maghar 3 kilometry na jižní straně. Jediným větším židovským sídlem v této oblasti je Karmiel 10 kilometrů na západ, v údolí Bejt ha-Kerem. Krajina mezi těmito městskými centry je ovšem postoupena řadou menších židovských vesnic.
Obec Moran je na dopravní síť napojena pomocí místní komunikace, jež sem odbočuje z dálnice číslo 85.

## Dějiny
Vesnice Moran byla založena v roce 1977 souběžně s programem Micpim be-Galil, který vrcholil na přelomu 70. a 80. let 20. století a v jehož rámci vznikly v Galileji desítky nových židovských vesnic s cílem posílit židovské demografické pozice v tomto regionu a nabídnout kvalitní bydlení kombinující výhody života ve vesnickém prostředí a předměstský životní styl.
Pojmenována je podle místního druhu keře (kalina). Zakladateli obce byla skupina dosavadních obyvatel měst, kteří se rozhodli pro vesnický život a procházeli předtím kvůli tomu výcvikem v kibucu Ginosar u Galilejského jezera.
Ekonomika je založena na zemědělství, průmyslu (továrna na plasty) a turistice. Kibuc prošel privatizací a zbavil se většiny prvků kolektivního hospodaření. V Moran je k dispozici zdravotní ordinace, plavecký bazén, sportovní areály, obchod, synagoga a zařízení předškolní péče o děti. Základní škola je ve vesnici Gilon.
Vesnice má výhledově projít výraznou stavební expanzí a plánovaná kapacita kibucu je 250 rodin. V současnosti se zájemcům nabízí 35 stavebních parcel.

## Demografie
Obyvatelstvo Moran je sekulární. Podle údajů z roku 2014 tvořili populaci v Moran Židé (včetně statistické kategorie "ostatní", která zahrnuje nearabské obyvatele židovského původu ale bez formální příslušnosti k židovskému náboženství).
Jde o menší sídlo vesnického typu s dlouhodobě rostoucím počtem obyvatel. K 31. prosinci 2014 zde žilo 433 lidí. Během roku 2014 populace klesla o 2,5 %.
| Rok            | 1983 | 1995 | 2001 | 2003 | 2004 | 2005 | 2006 | 2007 | 2008 | 2009 | 2010 | 2011 | 2012 | 2013 | 2014 |
| -------------- | ---- | ---- | ---- | ---- | ---- | ---- | ---- | ---- | ---- | ---- | ---- | ---- | ---- | ---- | ---- |
| Počet obyvatel | 144  | 123  | 114  | 120  | 124  | 145  | 175  | 221  | 244  | 317  | 357  | 416  | 431  | 444  | 433  |